# Maesa protracta
Maesa protracta är en viveväxtart som beskrevs av Ferdinand von Mueller. Maesa protracta ingår i släktet Maesa och familjen viveväxter. Inga underarter finns listade i Catalogue of Life.